# Ferrovia Grenoble-Montmélian
La ferrovia Grenoble-Montmélian (in francese Ligne de Grenoble à Montmélian) è una linea ferroviaria francese elettrificata a scartamento normale e doppio binario che collega Grenoble, sulla Lione-Marsiglia a Montmélian (Savoia), situata sulla linea Culoz-Modane.
La linea, che percorre interamente la regione Alvernia-Rodano-Alpi, nella valle del Grésivaudan, consente, con la linea da Valence a Moirans, gli scambi tra le Alpi settentrionali e il bacino del Mediterraneo. la linea ha subito all’inizio degli anni dieci del XXI secolo la più grande campagna di modernizzazione ferroviaria in Francia.

## Storia
La linea fu dichiarata di pubblica utilità il 31 agosto 1860, quando venne convalidata “la realizzazione di una ferrovia da Grenoble fino al confine dei dipartimenti dell'Isère e della Savoia, in direzione di Montmeillan”.
La linea venne concessa alla Compagnie des chemins de fer de Paris à Lyon et à la Méditerranée (PLM) mediante un accordo tra il Ministero dell'agricoltura, del Commercio e dei Lavori pubblici e la società, e firmata il 1 maggio 1863. Tale accordo venne approvato da un decreto imperiale dell'11 giugno 1863.
La linea, costruita da questa compagnia, venne messa in esercizio il 15 settembre 1864.
Nel 1896, il viaggio Montmélian-Grenoble, con fermate a Pontcharra e Lancey, durava 1 ora e 19 minuti; il tragitto Grenoble-Montmélian, con sosta a Pontcharra, 1 ora e 12 minuti.

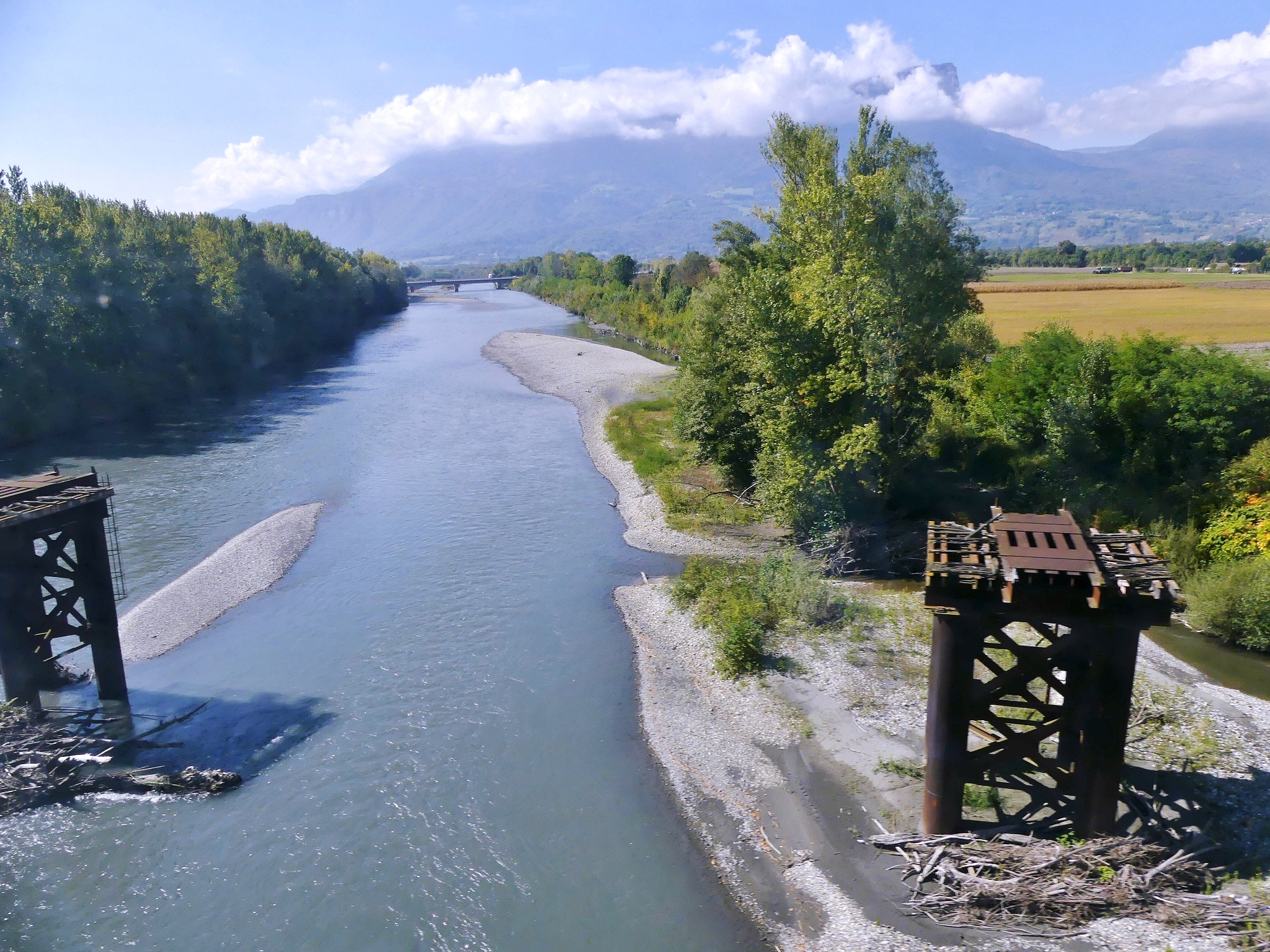
Piloni del ponte provvisorio del 1980

All'inizio degli anni sessanta del XX secolo, l'area metropolitana di Grenoble si espanse rapidamente verso sud. La linea ferroviaria attraversava inevitabilmente la città sull'asse est-ovest e comprendeva una decina di passaggi a livello, creando problemi alla viabilità e costituendo fonte di pericolo per i nuovi abitanti. In occasione delle Olimpiadi invernali del 1968, che si svolsero nella zona sud-est della città, poco dopo la stazione di Grenoble fu allestita una deviazione di 8 km fino alla stazione di Gières. Questa nuova tratta, comunemente chiamata biforcazione di Veynes, ha la particolarità di non avere alcun passaggio a livello, grazie a numerosi ponti stradali le cui dimensioni anticipavano addirittura una possibile elettrificazione.
L'organizzazione dei Giochi olimpici invernali di Grenoble ha visto la creazione di una stazione temporanea denominata Grenoble-Olympique, situata sulla tangenziale nei pressi di Eybens in seguito smantellata, e della quale oggi restano solo le banchine.
Nel 1979, in seguito al crollo del ponte sull'Isère situato a Francin poco prima di Montmélian11, i treni da Grenoble furono limitati a Pontcharra e nel luglio 1980 venne realizzato un ponte temporaneo di ingegneria militare del tipo "Bailey". Quando venne costruito il nuovo ponte, furono fornite le posizioni per i pali della catenaria, ma nonostante ciò l’elettrificazione non sarebbe avvenuta se non nel 2013. Il ponte provvisorio venne quindi aperto fino alla realizzazione di un nuovo ponte posto a monte, poi demolito ad eccezione dei suoi piloni, ancora visibili a valle del nuovo ponte ferroviario.
Nonostante la linea fosse minacciata di chiusura negli anni ottanta ha beneficiato nel 1985 dell'elettrificazione del tratto Lione-Grenoble grazie a un prolungamento fino alla stazione di Gières con corrente alternata 25 kV a 50 Hz; nel settembre 1991 lungo la linea entrò in servizio il Block Automatique Lumineux (BAL).

## Percorso
| Continuation backward |

| Station on track |

| Unknown route-map component "hSTRa" |

| Unknown route-map component "hSKRZ-G2" |

| Unknown route-map component "hSTRe" |

| Unknown route-map component "eKRWgl" | Unknown route-map component "exKRW+r" |

| 131+609 |
| 0+000   |

| Unknown route-map component "TUNNEL1l" + Unknown route-map component "RP2q" | Unknown route-map component "exTUNNEL1r" + Unknown route-map component "RP2q" |

| Unknown route-map component "STR~L" | Unknown route-map component "SHI2gl~R" + Unknown route-map component "exBS2c1" | Unknown route-map component "exBS2+r" |

|  | Unknown route-map component "SEC1" + Unknown route-map component "STR~L" | Unknown route-map component "STR~R" + Unknown route-map component "exSTR~L" | Unknown route-map component "exSTR~R" |

| Unknown route-map component "CONTgq" | Unknown route-map component "vv-STRr-STR" | Unknown route-map component "STR~R" + Unknown route-map component "exSTR~L" | Unknown route-map component "exSTR~R" |

|  | Unknown route-map component "HSTeBHF" | Unknown route-map component "exSTR" |

|  | Unknown route-map component "eBHF" | Unknown route-map component "exSTR" |

|  | Unknown route-map component "SKRZ-G2u" | Unknown route-map component "exSKRZ-G2u" |

|  | Unknown route-map component "eKRWg+l" | Unknown route-map component "exKRWr" |

| Unknown route-map component "SKRZ-G2u" |

| 141+630 |
| 6+474   |

| Unknown route-map component "HSTeBHF" |

| 141+998 |
| 6+852   |

| Unknown route-map component "SEC2" |

| Unknown route-map component "eBHF" + Small non-passenger station on track |

| Enter and exit short tunnel |

| Unknown route-map component "HSTeBHF" |

| Unknown route-map component "HSTeBHF" |

| Unknown route-map component "eBHF" |

| Enter and exit short tunnel |

| Unknown route-map component "HSTeBHF" |

| Unknown route-map component "eBHF" + Small non-passenger station on track |

| Unknown route-map component "uexSTR+l" + Unknown route-map component "exnSTR+l" | Unknown route-map component "uexSTR+r" + Unknown route-map component "exnSTRq" | Unknown route-map component "eABZg+nr" |  |  |

| Unused straight waterway + Unknown route-map component "exnSTR" | Unknown route-map component "uexKBHFe" | Unknown route-map component "HSTeBHF" |  |  |

| Unknown route-map component "uexLSTR" + Unknown route-map component "exnLSTR" |  | Straight track |  |  |

| Transverse water | Small bridge over water | Transverse water |

| Unknown route-map component "STR+GRZq" |

| Unknown route-map component "lSHST~L" | Straight track + Unknown route-map component "lSHST~R" |  |

| Unknown route-map component "eBHF" |

| Unknown route-map component "SKRZ-Ao" |

| Transverse water | Unknown route-map component "hKRZWae" | Transverse water |

| Unknown route-map component "SEC2" |

| Unknown route-map component "SKRZ-G2o" |

| Unknown route-map component "kABZg3" |

| Unknown route-map component "CONTgq" | Unknown route-map component "kSTRr+1" + Unknown route-map component "STR+r~L" | Unknown route-map component "STR+k4" + Unknown route-map component "STR+r~R" |  |  |

| Unknown route-map component "vBHF" + Unknown route-map component "lBST" | Unknown route-map component "d" |

| 49+766  |
| 150+903 |

| Unknown route-map component "STR~L" | Unknown route-map component "SHI2g+l~R" |  |

| 50+005  |
| 150+664 |

| Continuation forward |

## Modernizzazione
I primi lavori sulla linea iniziarono nel 2004 con la creazione di una nuova stazione a Échirolles, inaugurata il 30 agosto e che consentiva il collegamento con la linea A della rete tranviaria di Grenoble. Nel 2006 è stata riaperta la stazione Lancey ed è stata completamente ristrutturata la stazione Gières.
Tra il 2007 e il 2013 è stata avviata un'importante campagna di lavori lungo tutta la linea, tra Montmélian e Grenoble, Grenoble e Moirans, nonché tra Moirans e Valence. Si è trattato del più grande progetto di ammodernamento in Francia, con l'obiettivo di elettrificare le tratte mancanti, raddoppiare i binari ancora a binario unico, ammodernare la rete e realizzare un adeguamento per sviluppare il trasporto merci e consentire il passaggio dei TGV.
Gli obiettivi definiti dalla Regione Rodano-Alpi erano molteplici:
- migliorare la qualità del viaggio ferroviario e rendere il treno un’alternativa efficiente alla strada;
- sostenere le esigenze di spostamento, in questo territorio ma anche verso la Svizzera e l'Italia;
- migliorare le reti regionali e interurbane (collegamenti diretti tra le grandi città) ma anche le aree periurbane con interventi da consentire di ospitare nuovi convogli TER, più efficienti, più confortevoli e meno rumorosi;
- facilitare la circolazione delle merci attraverso le Alpi, soprattutto verso il sud della Francia.

L'ammodernamento completo da Montmélian a Valence, ha richiesto un investimento di 540 milioni di euro, finanziato all'84% dallo Stato, dalla Regione Rodano-Alpi e da Réseau Ferré de France (RFF). Il restante 16% è stato finanziato dagli enti locali (dipartimenti dell'Isère, della Savoia, della Drôme dalle comunità di agglomerazione di Grenoble Alpes Métropole, Chambéry Métropole, Pays Voironnais, dalle la Comunità dei comuni della valle del Grésivaudan. Per la linea Grenoble-Montmélian, RFF ha affidato la gestione del progetto a SNCF.
Tra l'estate 2012 e l'ottobre 2013 è stato chiuso il tratto Gières-Montmélian per lavori di elettrificazione, che hanno visto la riapertura della linea il 30 ottobre 2013, con corrente alternata 25 kV a 50 Hz; il tratto di separazione tra 1.500 Volt a corrente continua e 25 kV a corrente alternata si trova poco prima della stazione di Montmélian, dopo il ponte sull'Isère.